# Thecosomata
Thecosomata of zeevlinders zijn een clade van de Gastropoda (slakken of buikpotigen). 

## Verspreiding en leefgebied
De soort Cavolina tridentata komt vrijwel overal voor, Cymbulia peroni en Hylocylis striata worden vooral in de Middellandse Zee aangetroffen; Clione limacina leeft in de koude wateren van de Noordpool.

## Onderverdeling
De clade is als volgt ingedeeld:
- Superfamilie Cavolinioidea Gray, 1850
  - Familie Cavoliniidae Gray, 1850 (1815)
    - Onderfamilie Cavoliinae Gray, 1850 (1815)
    - Onderfamilie Clioinae Jeffreys, 1869
    - Onderfamilie Cuvierininae Van der Spoel, 1967
    - Onderfamilie Creseinae Curry, 1982

  - Familie Limacinidae Gray, 1840
  - Familie Sphaerocinidae  † A. Janssen & Maxwell, 1995
- Superfamilie Cymbulioidea Gray, 1840
  - Familie Cymbuliidae Gray, 1840
    - Onderfamilie Cymbuliinae Gray, 1840
    - Onderfamilie Glebinae Van der Spoel, 1976

  - Familie Desmopteridae Chun, 1889
  - Familie Peraclidae Tesch, 1913

## Onderverdeling in onderorden volgens WoRMS
- Euthecosomata
- Pseudothecosomata

### Oude benaming
Pteropoda (Pelseneer, 1888) is de verouderde benaming van een orde die in tweeën is gesplitst: Gymnosomata Blainville, 1824 en Thecosomata Blainville, 1824.